# Жермињи (Марна)
Жермињи (фр. Germigny) насеље је и општина у североисточној Француској у региону Шампањ-Арден, у департману Марна која припада префектури Ремс.
По подацима из 2011. године у општини је живело 187 становника, а густина насељености је износила 78,24 становника/km². Општина се простире на површини од 2,39 km². Налази се на средњој надморској висини од 160 метара.

## Демографија
| 1962. | 1968. | 1975. | 1982. | 1990. | 1999. | 2011. |
| ----- | ----- | ----- | ----- | ----- | ----- | ----- |
| 101   | 105   | 127   | 149   | 186   | 207   | 187   |

График промене броја становника у току последњих година